# 6e arrondissement de Budapest
Le 6e arrondissement de Budapest (en hongrois : Budapest VI. kerülete) ou Terézváros (en allemand : Theresienstadt) est un arrondissement du centre-ville de Budapest. Il se situe de part et d'autre du Nagykörút, entre le 5e et le 7e arrondissement. Il est séparé du 13e arrondissement par les voies de chemin de fer partant de la Gare de Budapest-Nyugati. Il forme un triangle dont l'extrémité occidentale est Deák Ferenc tér et Erzsébet tér. De là partent Andrássy út, longue avenue arborée, classée au patrimoine mondial de l'UNESCO pour son patrimoine architectural riche et Király utca. Sur Andrássy út, les façades néo-baroques côtoient les immeubles néo-renaissance ou néo-byzantins. C'est également sous cette avenue qu'a été construit le premier métro continental d'Europe la ligne  . Entre le début occidental de l'avenue et Oktogon se dresse l'Opéra d'État hongrois de style néo-renaissance.

## Équipements

### Vie culturelle
- Játékszín

## Économie
Il abrite le WestEnd City Center, l'un des plus grands centres commerciaux de Budapest.

## Organisation administrative

### Municipalité
De 2006 à 2010, l'arrondissement est dirigé par le MSzP. Après la déroute électorale des socialistes en 2010, la municipalité passe à droite. Zsofia Hassay, candidate du Fidesz, est élue bourgmestre d'arrondissement avec cinquante pour cent des voix.
| Suffrages exprimés                 | Suffrages exprimés             | Suffrages exprimés | 12 221    |             | 14 sièges à pourvoir | 14 sièges à pourvoir |
|                                    |                                |                    |           |             |                      |                      |
| Liste                              | Tête de liste                  | Partis soutiens    | Suffrages | Pourcentage | Sièges acquis        | Var.                 |
| Un vrai maire pour Budapest !      | Zsófia Hassay                  | Fidesz, KDNP       | 6 077     | 49,73 %     | 10 / 14              |                      |
| J'ai une bonne nouvelle Budapest ! | Verók István                   | MSzP               | 4 025     | 32,94 %     | 2 / 14               |                      |
| Une nouvelle page pour Budapest !  | Olivio Cake Baly               | LMP                | 1 365     | 11,17 %     | 1 / 14               |                      |
| Budapest, la capitale des Hongrois | Gabriella Magd Tompáné Fazekas | Jobbik             | 754       | 6,17 %      | 1 / 14               |                      |